# Spuntone
Lo spuntone è un'arma inastata rassomigliante alla partigiana, sviluppata in Italia e largamente in uso alla fanteria d'Europa nel XVII secolo. Cadde in disuso solo nella seconda metà del XIX secolo.

## Storia
Lo spuntone venne inventato in Italia durante il Medioevo, pare come arma di rappresentanza o da utilizzarsi per la difesa delle mura durante un assedio. Nel XVII secolo venne riscoperto dalle truppe di fanteria che se ne servirono come mezza-picca nei quadrati di picchieri ormai costituenti l'imperante modello campale (v. Pike and Shot).
(Grassi, Giuseppe (1833), Dizionario militare italiano, 2. ed. ampliata dall'a., Torino, Società Tipografica Libraria, v. III-IV, p. 165.)
Nel corso del XVIII secolo, mentre la maggior parte delle armi bianche andava scomparendo dai campi di battaglia europei, sostituita dalla capillare diffusione della baionetta, lo spuntone rimase in uso come arma distintiva dei sottoufficiali di truppa (v. sergentina): alcuni sottufficiali inglesi se ne servirono durante la Battaglia di Culloden (16 aprile 1746). Ancora durante le Guerre napoleoniche, lo spuntone era arma precipua dei sergenti che se ne servivano per difendere l'insegna del reparto dagli attacchi della cavalleria. L'incredibile longevità di questa arma inastata ne fece l'unica mai apparsa nella panoplia dei soldati degli Stati Uniti d'America: venne utilizzata, per esempio, nella celeberrima spedizione di Lewis e Clark come arma difensiva degli esploratori contro gli orsi grizzly.
Ad oggi, lo spuntone è ancora in uso quale arma cerimoniale della Old Guard Fife and Drum Corps (U.S. Army).

## Costruzione
Rispetto alla picca, lo spuntone è arma dalle dimensioni più contenute, la cui lunghezza complessiva non superava i 2,5 m:
- La lama sviluppa dalla gorbia in un disco piatto dal quale dipartono un robusto corpo lanceolato diritto, appuntito ed affilato da ambo i lati, e due protuberanze lateriali, a volte in forma di rebbi arcuati, sensibilmente più corte della centrale. In alcuni modelli, il corpo piatto centrale della lama serve da innesto ad una lama di scure;
- Astile ligneo solido, maneggevole.

Data la foggia tripuntuta della lama, lo spuntone contende spesso al brandistocco la nomea di "tridente da guerra". L'evidente differenza tra spuntone e brandistocco è che in quel'ultimo tutte e tre le lame dipartono dalla gorbia.